# Pentatlo moderno nos Jogos Pan-Americanos de 2007
O pentatlo moderno nos Jogos Pan-Americanos de 2007 foi disputado entre os dias 23 e 24 de julho de 2007 no Centro de Pentatlo Moderno Deodoro do Complexo Esportivo Deodoro. Contou com as provas feminina e masculina, classificando os oito primeiros colocados para os Jogos Olímpicos de Pequim 2008.

## Países participantes
Um total de 12 delegações apresentaram atletas participantes nas competições de pentatlo moderno:
| - ARG Argentina (4) - BRA Brasil (4) - CAN Canadá (4) - CHI Chile (2) - CUB Cuba (3) - USA Estados Unidos (4) | - GUA Guatemala (4) - MEX México (3) - PAN Panamá (1) - DOM República Dominicana (3) - URU Uruguai (2) - VEN Venezuela (1) |

## Medalhistas
| Evento             | Ouro                          | Prata                     | Bronze                            |
| ------------------ | ----------------------------- | ------------------------- | --------------------------------- |
| Masculino detalhes | Eli Bremer USA Estados Unidos | Yaniel Velázquez CUB Cuba | Joshua Riker-Fox CAN Canadá       |
| Feminino detalhes  | Yane Marques BRA Brasil       | Monica Pinette CAN Canadá | Mickelle Kelly USA Estados Unidos |

## Quadro de medalhas
| Ordem | País               | Medalha de ouro | Medalha de prata | Medalha de bronze |   |
| ----- | ------------------ | --------------- | ---------------- | ----------------- | - |
| 1     | USA Estados Unidos | 1               |                  | 1                 | 2 |
| 2     | BRA Brasil         | 1               |                  |                   | 1 |
| 3     | CAN Canadá         |                 | 1                | 1                 | 2 |
| 4     | CUB Cuba           |                 | 1                |                   | 1 |
| TOTAL | TOTAL              | 2               | 2                | 2                 | 6 |